# PHLAK
PHLAK – dystrybucja Linuksa oparta na Morphiksie, rozprowadzana na Live CD. Jej głównym zadaniem jest dostarczenie narzędzi do badania bezpieczeństwa sieci. PHLAK jest akronimem pochodzącym od nazwy "Professional Hackers Linux Assault Kit". 

## Opis
Zawiera takie narzędzia jak:
- nmap
- nessus
- snort
- narzędzia Coronora (ang. the coronor's toolkit)
- ethereal (obecnie Wireshark)
- hping 2
- proxychains
- lczroex
- ettercap
- kismet
- hunt
- brutus

### Wersje
- PHLAK 0.1
- PHLAK 0.2
- PHLAK 0.3
- PHLAK LittleBoy – mała wersja przeznaczona na USB
- PHLAK FatMan – duża wersja na płycie CD

### Cechy
- modułowa budowa – pozwala użytkownikowi tworzyć własne moduły ze spersonalizowanymi ustawieniami oprogramowania
- zawiera dokumentację zawartych w nim narzędzi
- zawiera tylko niezbędne pakiety, dzięki czemu nie jest przeładowany
- używa lekkiego środowiska graficznego, dzięki czemu Live CD jest wydajny
- zawiera kompilator